# Controversen
Controversen ist ein Walzer von Johann Strauss (Sohn) (op. 191). Das Werk wurde am 27. Januar 1857 im Sofienbad-Saal in Wien erstmals aufgeführt.